# Desmodium skinneri
Desmodium skinneri är en ärtväxtart som beskrevs av William Botting Hemsley. Desmodium skinneri ingår i släktet Desmodium och familjen ärtväxter.

## Underarter
Arten delas in i följande underarter:
- D. s. curtum
- D. s. flavovirens
- D. s. mortonii
- D. s. skinneri